# Cyriopalus hefferni
Cyriopalus hefferni är en skalbaggsart som beskrevs av Holzschuh 2007. Cyriopalus hefferni ingår i släktet Cyriopalus och familjen långhorningar. Inga underarter finns listade i Catalogue of Life.